# Adiós Nonino

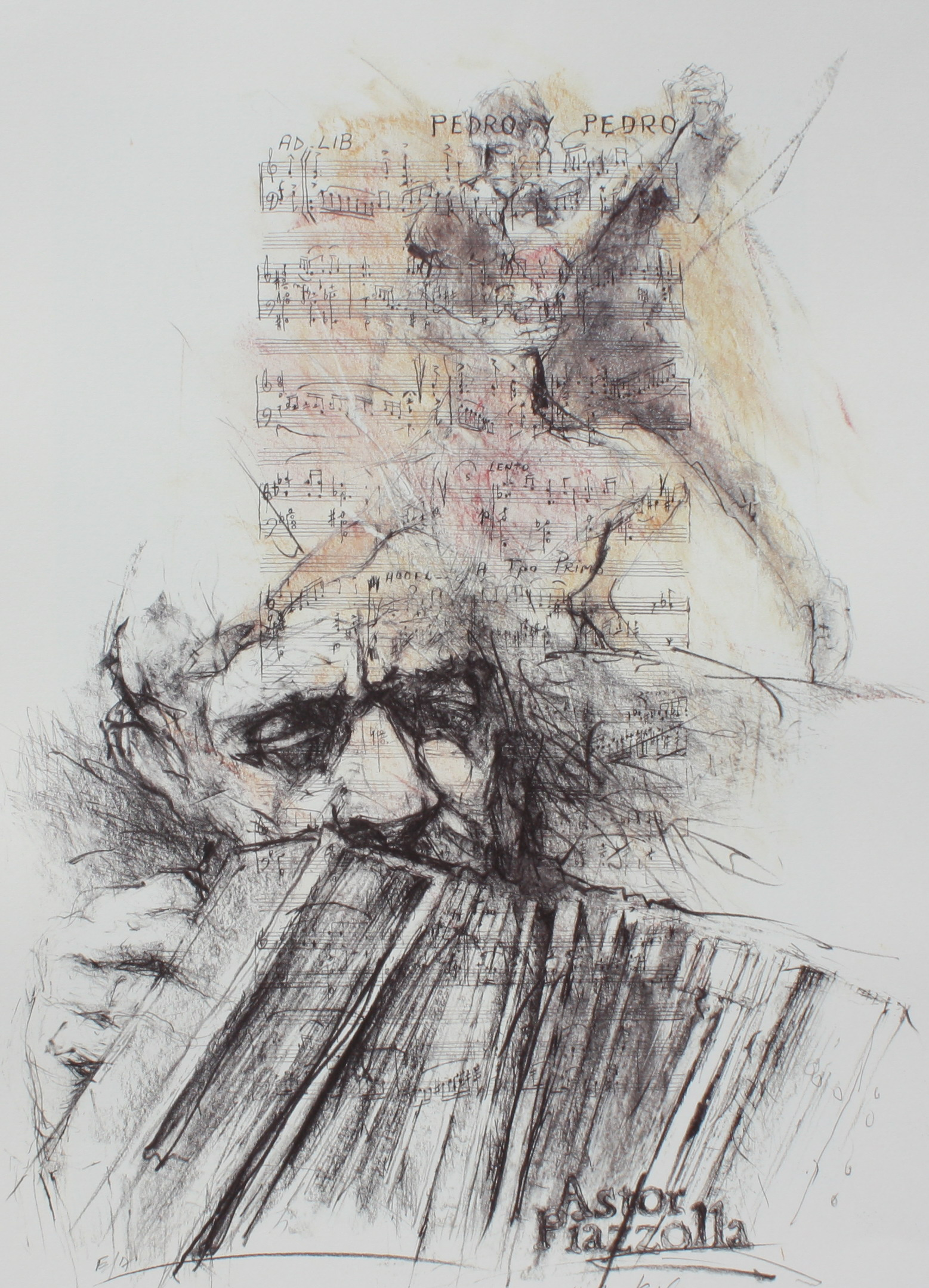
Litografía de Astor Piazzolla, realizada por la artista alemana Hetty Krist.

«Adiós Nonino» es una pieza musical de tango, compuesta por el músico y compositor argentino Astor Piazzolla en el año 1959, en homenaje a su padre, Vicente Piazzolla.

## Historia
En el año 1959, Piazzolla se encontraba realizando una gira por Centroamérica junto a los bailarines Juan Carlos Copes y María Nieves, cuando, durante una presentación en Puerto Rico, recibió la noticia de la muerte de su padre, Vicente Piazzolla, apodado Nonino, debido a un accidente de bicicleta en su ciudad natal, Mar del Plata. Esta noticia, sumada al fracaso de la gira, a los problemas económicos y a la nostalgia que le producía estar lejos de su país, llevó a Piazzolla a la depresión.
En octubre de ese año, al retornar a la ciudad de Nueva York, lugar donde residía temporalmente con su familia, Piazzolla compuso esta obra, basándose en otro de sus tangos titulado «Nonino», escrito cinco años antes en París, también en homenaje a su padre.

Papá nos pidió que lo dejáramos solo durante unas horas. Nos metimos en la cocina. Primero hubo un silencio absoluto. Al rato, oímos que tocaba el bandoneón. Era una melodía muy triste, terriblemente triste. Estaba componiendo «Adiós Nonino».
Daniel Piazzolla, hijo de Ástor. Astor, Diana Piazzolla, 1986.

Nonino en el español rioplatense informal es el diminutivo cariñoso de nono "abuelo", derivado del original italiano nonno y su diminutivo nonnino. El padre de Piazzola era ya abuelo y recibía ese apodo afectivo en el círculo familiar.

## Crítica
Considerada una de sus obras más emblemáticas, junto a Libertango, gozó del reconocimiento del propio Piazzolla, que llegó a decir en una entrevista con su hija Diana: 

(Es) el tema más lindo que escribí en mi vida... No sé si lo voy a mejorar, no creo.

Antonio Pau Pedrón señaló que se la valora como la más inspirada obra del autor. Se trata de un tango estrictamente instrumental. José Luis Person Properzi sugirió que «Adiós Nonino» tiene reminiscencias de George Gershwin (el propio Piazzolla llegó a reconocerlo, dada la preferencia que su padre tenía por este compositor) y de Brian Wilson, este último sobre todo en los acordes y en los timbres que usa.